# 親富祖弘也
親富祖 弘也（おやふそ こうや、1972年8月29日 - ）は、沖縄県浦添市出身の元プロ野球選手（捕手）。

## 来歴・人物
宜野湾高から、1990年のプロ野球ドラフト会議で西武ライオンズから4位指名を受け入団（背番号は61）。高校時代は無名選手であったが、100mを11秒で駆け抜ける俊足を持つ左打ちの捕手との触れ込みで入団した。
一軍出場のないまま、1996年限りで現役を引退 。守備だけなら一軍レベルと評されるも、二軍打率.213という打撃に課題があり伊東勤の第2捕手となることはできなかった。引退当時は24歳とまだ若かったが、任意引退の手続きを取った理由としては、自身によれば第2の人生を考えていたためであったと言う。
引退後は沖縄に戻り、浦添市公共施設管理公社に勤務する。その際、社会人野球のクラブチームである儀間組の立ち上げに携わり、自身も内野手として所属した。
2013年には、浦添市教育委員会に勤めながら、浦添ボーイズの監督を務めていた 。

## 詳細情報

### 年度別打撃成績
- 一軍公式戦出場なし

### 背番号
- 61 （1991年 - 1996年）